# Édouard de Rothschild

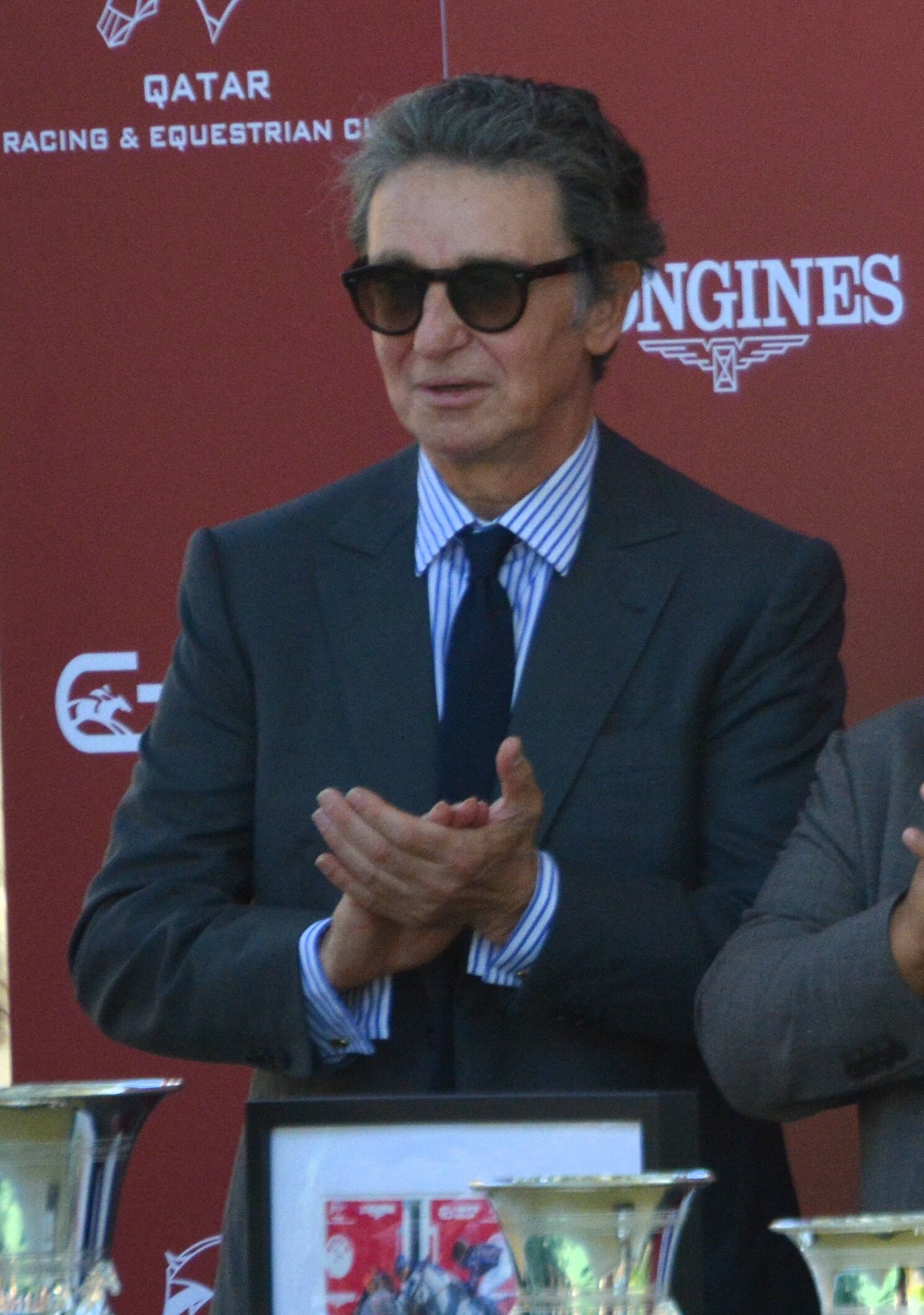
Édouard de Rothschild, 2023

Édouard Etienne Alphonse de Rothschild (* 27. Dezember 1957 in Neuilly-sur-Seine) ist ein französischer Geschäftsmann, Verleger und Springreiter. Er ist Mitglied des französischen Zweiges der Bankiersfamilie Rothschild.

## Familie
Édouard de Rothschild ist der Sohn von Guy de Rothschild und Marie-Hélène van Zuylen van Nyevelt. 1982 heiratete er Mathilde Alexe Marie Christiane Coche de la Ferté. Im Jahr 1991 ehelichte er Arielle Marie Mallard, die Vize-Präsidentin der Hilfsorganisation CARE Frankreich. Rothschild hat drei Kinder: Die Zwillinge David und Ariella sowie Ferdinand de Rothschild.

## Karriere
Édouard de Rothschild studierte in Frankreich Rechtswissenschaft und beendete das Studium im Jahr 1985 an der Stern School of Business in New York.
Neben dem Besitz einiger Anteile an dem Weingut Château Lafite-Rothschild war er von Juli 2003 bis Juni 2004 Leiter der in Paris ansässigen Rothschild & Cie Banque, die er im Jahre 1987 mit seinem Halbbruder David und seinem Cousin Eric gründete. Bis Mai 2005 war er Mitglied des Aufsichtsrats bei Imerys, seinen Sitz übernahm seine Ehefrau Arielle Malard de Rothschild.
Im Januar 2005 investierte er 20 Millionen Euro für eine 37 % Mehrheitsbeteiligung an der französischen Zeitung Libération. Die linke Tageszeitung wurde 1973 von dem Philosophen Jean-Paul Sartre gegründet. In den Jahren zuvor hatte sie erhebliche Verluste gemacht.

## Pferdesport
Édouard de Rothschild erbte das Gestüt Haras de Meautry in Touques, wo er Rennpferde züchtet. 2004 wurde er zum Präsidenten von France Galop, dem Verband der französischen Rennstallbesitzer, gewählt.
Er ist national und international als Springreiter aktiv. Rothschild trainierte bei Olympiasieger Ludger Beerbaum. Im Sommer 2010 zog Rothschild nach Tel Aviv und wollte bei den Olympischen Spielen 2012 in London für Israel reiten. Seit Jahresbeginn 2012 wurde er in Ferrières-en-Brie in der Nähe von Paris, Standort des Schloss Ferrières, von Jessica Kürten trainiert.